# Союз ТМ-1
Союз ТМ-1 е съветски безпилотен космически кораб.

## Полет
Това е първият полет на новата модификация Союз 7К-СТМ. Тя е предназначена да замени дотогава използваната версия на кораба – Союз 7К-СТ („Союз Т“), използвана за превоз на хора до станциите от серията „Салют“.
„Союз ТМ-1“ е снабден с нова система за скачване, нови двигатели, нова парашутна система и много нововъведения.
Програмата на космическия полет предвиждала около две денонощия след старта да бъде извършено скачване с орбиталната станция „Мир“, съвместен полет, откачване и кацане в предварително зададен район.
Орбиталният комплекс „Мир“-„Прогрес 26“ е в безпилотен режим от 5 май, след напускането на екипажа на Союз Т-15 по посока станцията Салют-7. Скачва се за предния челен възел на основния блок на станцията и лети с нея в продължение на около 6 денонощия. Полетът протича по план и на 30 май в 05:18:08 часа каца на около 55 км североизточно от Аркалък.
Продължителността на полета е 8 денонощия 21 часа 57 минути 43 секунди.